# 鳥取県道194号津ノ井国府線
鳥取県道194号津ノ井国府線（とっとりけんどう194ごう つのいこくふせん）は、鳥取県鳥取市を通る一般県道である。

## 概要
鳥取市津ノ井から鳥取市国府町麻生に至る。

### 路線データ
- 起点：鳥取県鳥取市津ノ井（津ノ井駅前交差点、鳥取県道323号若葉台東町線交点）
- 終点：鳥取県鳥取市国府町麻生（玉鉾橋東交差点、鳥取県道31号鳥取国府岩美線交点）

## 路線状況

### 道路施設

#### 橋梁
- 駅前橋（鳥取市）
- 餘戸（よど）橋（洞ノ川、鳥取市）
- 玉鉾橋（袋川、鳥取市）

## 地理

### 通過する自治体
- 鳥取県
  - 鳥取市

### 交差する道路
| 交差する道路                                 | 交差する場所       | 交差する場所            |
| -------------------------------------------- | ------------------ | ----------------------- |
| 鳥取県道323号若葉台東町線                    | 津ノ井             | 津ノ井駅前交差点 / 起点 |
| 鳥取市道2010136号久末生山線 / 鳥取広域農道   | 生山（しょうざん） |                         |
| 鳥取市道2016765号津ノ井14号線 / 鳥取広域農道 | 生山               |                         |
| 鳥取県道225号三代寺宮下線                    | 国府町三代寺       | 三代寺入口交差点        |
| 鳥取県道31号鳥取国府岩美線                   | 国府町麻生         | 玉鉾橋東交差点 / 終点   |

### 沿線
- JR西日本因美線 津ノ井駅
- 津ノ井郵便局
- 鳥取市立津ノ井小学校
- 鳥取県立鳥取工業高等学校
- 谷簡易郵便局
- 鳥取市立国府東小学校（終点付近）